# 송정동초등학교 송남분교
송정동초등학교 송남분교는 대한민국 광주광역시 광산구 신야촌길 237에 있었던 초등학교 분교이다.

## 연혁
- 1967년 3월 1일 송정동국민학교 신야촌분교장 개교
- 1969년 9월 3일 송정남국민학교 분리
- 1992년 3월 1일 송정동국민학교 송남분교
- 1997년 3월 1일 폐교

## 같이 보기
- 송정동초등학교